# Контакт (роман)
«Контакт» (англ. Contact) — науково-фантастичний роман американського астронома Карла Сагана. Вперше вийшов 1985 року у видавництві Simon & Schuster, але задумувався в 1979 році як сумісний сценарій Карла Сагана та Енн Друян (обоє потім одружилися). Коли створення фільму загальмувало, Саган вирішив переписати сценарій на роман. Твір був екранізований режисером Робертом Земекісом як фільм «Контакт», що вийшов на екрани в 1997 році.
В романі підіймається тема контакту між людиною і технічно й морально розвиненішими, позаземними формами життя. Людство отримує позаземний сигнал з інструкціями як збудувати таємничу Машину. Дослідники припускають, що це засіб для подорожей Всесвітом. Будівництво Машини об'єднує людство, але на заваді землянам стає низка суттєвих труднощів: технічні складнощі, страх, і сумніви в добрих намірах інопланетян і одне одного.
Роман посів 7-ме місце у списку бестселерів США 1985 року.

## Сюжет
Дія відбувається наприкінці XX століття. Радіоастроном, агностик, доктор наук Елеонор Ерровей, яка все своє життя боролася з упередженням проти жінок, керує програмою пошуку сигналів розуму з космосу на обсерваторії в Сокорро, штат Нью-Мексико. Одного разу апаратура приймає сигнал, що надходить з орбіти Веги. Цей сигнал — послідовність простих чисел, на яку накладено виступ Адольфа Гітлера на відкритті Олімпійських ігор 1936 року. Вчені здогадуються, що це перша відео трансляція, яка вийшла за межі іоносфери Землі. Сигнал від позаземних цивілізацій стає каталізатором різних громадських, релігійних і політичних процесів у світі.
Повідомлення складає 30 000 сторінок тексту і являє собою набір креслень і технологій для виробництва якоїсь Машини. Його розшифруванням починають займатися вчені всього світу, що об'єднує людство. Світове співтовариство починає будівництво двох Машин — в США і в СРСР (в Узбекистані). Американське будівництво зривається через диверсію релігійних фанатиків, які переконані, що контакт з інопланетянами наверне на людство загибель. Радянське ж буксує через технологічні труднощі. Негативно на розробки впливають також фінансові і політичні проблеми світового суспільства.
Натомість декілька мультимільйонерів фінансують будівництво Машини в Японії, і це будівництво завершується успішно. Пуск Машини символічно призначений на останній день 1999 року. Екіпаж Машини складають п'ятеро дослідників (астрофізик Василь Григорович Луначарський, нащадок радянського наркома; Абоннема Еда з Нігерії; Деві Сукхавати з Індії; Сі Цяому з КНР і сама Еллі).
Машина створює кротовину в просторі і п'ятірка вчених, пролетівши крізь неї, опиняється на «галактичному вокзалі» неподалік від центру Чумацького Шляху. Люди виявляють там змодельований земний пейзаж, щоб вони могли відпочити і кожен міг зустріти кохану людину свого життя (дехто з цих дорогих людей давно вже помер, як, наприклад, батько Еллі). В подобі близьких людей, до кожного землянина приходить представник іншого розуму, і така зустріч допомагає людям розкритися, а не землянам — зрозуміти людей.
Після повернення команда Машини виявляє, що доба їхньої подорожі вклалася у 20 хвилин земного часу. Відеозаписи їхнього спілкування з іншою цивілізацією і фотознімки не збереглися, тому урядовці нікому з них не вірять на слово. Але кожен з вчених отримав в подорожі нове розуміння як законів природи, так і законів людських відносин. І тепер перед ними стоїть завдання довести скептикам в урядах, що вони дійсно побували в інших світах, а не стали жертвами або учасниками містифікації.
Еллі ж спантеличена проблемою, яку не можуть вирішити навіть високорозвинені інопланетяни — а саме тим, що 0 і 1 у двійковому записі числа «пі» з певної точки починають складатися у встановленому порядку, — приходить до висновку, що в цій послідовності закладено свідчення створення всього Всесвіту якимось розумом. За час будівництва Машини сформувалася нова суспільна концепція «Машиндо» (за аналогією з бусидо), і цей «кодекс світу» поступово поширюється серед землян, що в майбутньому допоможе їм приєднатися до інших розумних істот.

## Історія публікації
У 1981 році видавництво «Simon & Schuster» виплатило Сагану, раніше прославленому як популяризатор науки, завдаток в 2 мільйони доларів за написання ним науково-фантастичного роману (що став першим художнім твором науковця) — на той момент це був найбільший аванс, сплачений автору за ще не написану книгу. Початковий тираж роману склав 265 000 примірників, однак вже в перші два роки було продано 1 700 000 копій. Книга посіла сьоме місце в списку бестселерів 1985 року в Сполучених Штатах. 1986 року Карлу Сагану були вручені Премія Локус за найкращий дебютний роман і Премія Джона В. Кемпбелла найкращому новому письменнику-фантасту. Ім'я головної героїні роману — Елеонор Ерровей (англ. Eleanor Arroway) — вибрано на честь Елеонори Рузвельт, що була кумиром дружини Сагана Енн Друян, та Вольтера, чиє справжнє прізвище — Аруе (фр. Arouet).